# Výsadní mlýn
Výsadní mlýn (Špitálský, Horní) je zaniklý vodní mlýn v Praze 9-Hrdlořezích, který stál na pravém břehu potoka Rokytka pod jižním svahem vrchu Smetanka.

## Historie
Vodní mlýn založil roku 1582 mlynář Martin Fiala na základě výsady, kterou mu udělil purkmistr a rada Starého Města Pražského. V průběhu třicetileté války byl zničen a roku 1654 je v Berní rule uváděn jako pustý. Roku 1719 se zde připomíná „mlynář Tobiáš Mlejnek na nejisté vodě“. Před rokem 1841 vyhořel.
V roce 1870 jej nový majitel opravil a modernizoval na parní pohon se zachováním pohonu vodního. V letech 1902–1904 byla zrušena přiváděcí stoka k náhonu při regulaci Rokytky, rok poté opět vyhořel a již nebyl obnoven.
Objekt postupně zpustl a jeho poslední zbytky byly odstraněny při výstavbě kanalizačního sběrače vedeného z Kyjí podél Rokytky na jejím pravém břehu.

## Popis
Mlýn tvořilo několik budov kolem dvora uzavřeného vjezdovou bránou, která byla zaklenuta stlačeným obloukem. Profilovaná římsa nad branou byla obloukovitě vyklenutá. Po obou stranách stály dvě přízemní budovy - stavení na levé straně mělo trojúhelníkový štít, pravé mělo polovalbovou střechu prolomenou dvěma oválnými okénky. Zadní strana severní budovy byla zdobena štukovým rámcem. Na svahu nad mlýnem stálo obytné patrové stavení, jehož průčelí tvořil jednoosý čtyřbok a jehož přízemí bylo zaklenuto plackami. Patro bylo přístupné vnějším dřevěným schodištěm s pavláčkou chráněnou přečnívající střechou.